# Хог, Анна
Анна Маргрет Хог (швед. Anna Margret Haag; 1 июня 1986, Чёпинг, Вестманланд) — шведская лыжница, олимпийская чемпионка 2014 года в эстафете, многократный призёр чемпионатов мира.

## Биография
Фамилия при рождении — Анна Ханссон. Выросла в Эстерсунде. Начала спортивную карьеру в 2003 году. В сезоне 2007-2008 вышла на международный уровень, завоевав несколько раз места в первой десятке на этапах Кубка мира. 21 ноября 2009 года впервые взошла на подиум медалистов на кубке мира в составе команды по эстафете. 20 декабря того же года вновь заняла третье место чемпионата мира, на этот раз в гонке на 15 километров. В начале 2010 года завоевала серебряные олимпийские медали в гонке на 15 километров и в командном спринте (вместе с Шарлоттой Калла).